# Katie Jacobs Stanton

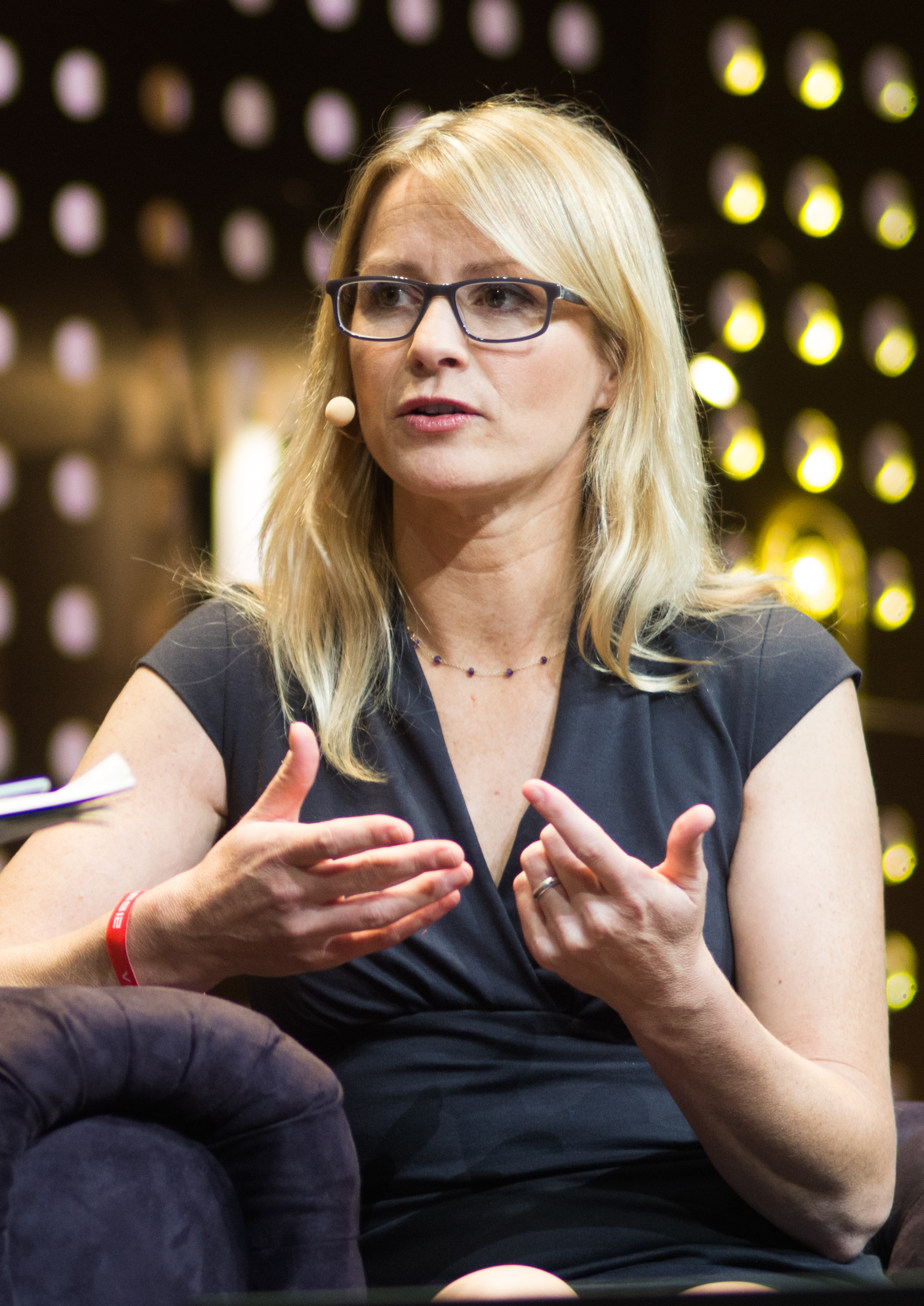
Katie Jacobs Stanton. (2012)

Katie Jacobs Stanton (* 17. Oktober 1970 in New York) ist eine amerikanische Managerin im Bereich Medien und Marketing. 

## Leben
1987 machte sie ihr Abitur an der Hendrick Hudson High School in Montrose, New York.
Stanton absolvierte danach ihren Bachelor-Abschluss mit Schwerpunkt in Politikwissenschaften am Rhodes College im Jahre 1991 und erhielt im Jahr 1995 ihren Master of International Affairs an der School of International and Public Affairs der Columbia University. Nach ihrer Tätigkeit als Produktmanagerin für Yahoo! Finanzen arbeitete sie seit 2003 bei Google LLC zum einen bei Google Moderator und zum anderen in der Abteilung von Google Finance und der Open Social-Initiative. 
Der ehemalige Präsident der Vereinigten Staaten Barack Obama berief sie 2009 zur neu geschaffenen Direktorin für Bürgerbeteiligung (Citizen Partizipation). Im Januar 2010 wurde sie dann zur Sonderberaterin des Office of Innovation des US-Außenministeriums ernannt, wo sie Twitter in großem Umfang nutzte. Sie war von Juli 2010 bis Juli 2014 Vizepräsidentin für Internationale Strategie und anschließend bis Januar 2016 für Globale Medien bei Twitter.
Stanton ist seit 2016 der Chief Marketing Officer von Color Genomics. Stanton sitzt außerdem im Vorstand von Vivendi und Time. Mit ihren drei Kindern lebt sie in San Francisco, Kalifornien.

## Auszeichnungen
- 2011: The World’s 100 Most Powerful Women, Rang 56[8]